# Mathias Luginbühl

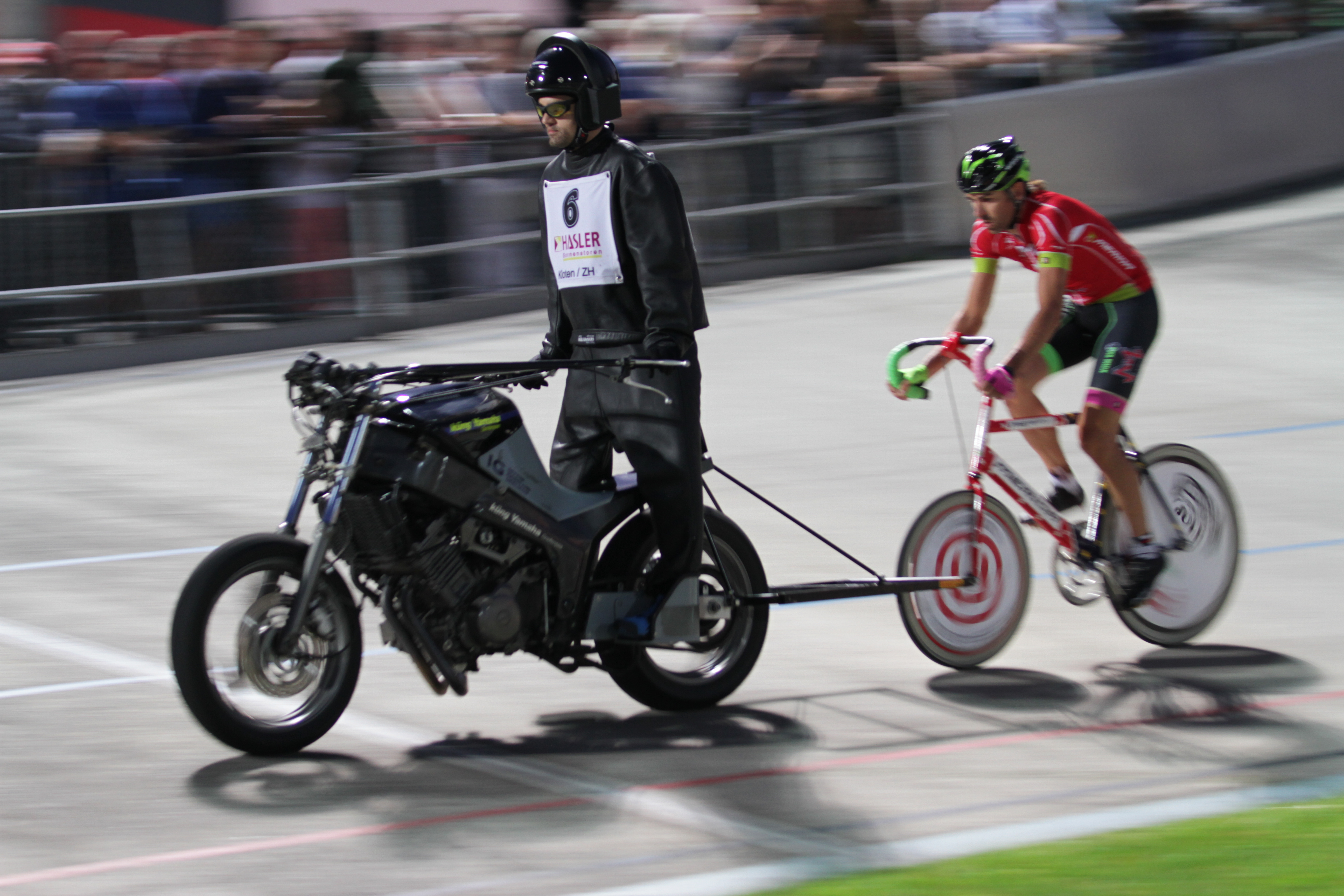
Mathias Luginbühl führt Giuseppe Atzeni (2014)

Mathias Luginbühl (* 11. Januar 1978) ist ein Schweizer Schrittmacher.
Mathias Luginbühl, ein Neffe des legendären Schweizer Schrittmachers Ueli Luginbühl, ist seit 2008 ebenfalls als Schrittmacher aktiv. In den ersten Jahren führte er hauptsächlich den Steher Reto Frey. Von 2012 bis 2015 führte er Giuseppe Atzeni vier Mal in Folge zum nationalen Titel in der Schweiz. 2016 wurden Luginbühl und Atzeni nationale Vize-Meister. 2017, 2018 sowie 2023 entschieden Luginbühl und Atzeni die nationale Stehermeisterschaft erneut für sich.
2022 erreichten Luginbühl und Atzeni den zweiten Platz an der Steher-Europameisterschaft im französischen Lyon.